# Kanakanal, Indi
Kanakanal là một làng thuộc tehsil Indi, huyện Bijapur, bang Karnataka, Ấn Độ.